# João Pedro Rossi
Pour les articles homonymes, voir Rossi.
João Pedro Rossi, né le 2 octobre 1999, est un coureur cycliste brésilien. Il évolue au sein de l'équipe SwiftCarbon Pro Cycling Brazil.

## Biographie
En 2017, João Pedro Rossi termine deuxième du contre-la-montre et troisième de la course en ligne aux championnats du Brésil juniors (moins de 19 ans). Il rejoint ensuite l'équipe continentale São Francisco Saúde-Klabin-SME Ribeirão Preto en 2019. 
En aout 2021, il se classe deuxième du championnat panaméricain du contre-la-montre dans la catégorie des espoirs (moins de 23 ans),.

## Palmarès et résultats

### Palmarès par année
- 2017
  - 2e du championnat du Brésil du contre-la-montre juniors
  - 3e du championnat du Brésil sur route juniors
- 2021
  -  Champion du Brésil du contre-la-montre espoirs
  - 5e étape du Tour du Goiás  (contre-la-montre)
  -  Médaillé d'argent du championnat panaméricain du contre-la-montre espoirs
- 2022
  - 6e étape du Tour de Mendoza
  - 4ea étape du Tour du Goiás
  - 2e du Tour du Goiás
  - 2e du championnat du Brésil du contre-la-montre espoirs
- 2023
  - 2e du championnat du Brésil de poursuite par équipes
- 2024
  - 3e étape du Tour de Mendoza
  - Tour du Goiás :
    - Classement général
    - 4e étape

  - 2e du championnat du Brésil du contre-la-montre
- 2025
  -  Champion du Brésil du contre-la-montre

### Classements mondiaux
| Année                                 | 2021  | 2022  | 2023 | 2024  |
| ------------------------------------- | ----- | ----- | ---- | ----- |
| Classement mondial                    | 1111e | 2288e | 881e | 1390e |
| UCI America Tour                      | 156e  | 370e  | nc   | nc    |
|                                       |       |       |      |       |
| Légende : nc = non classéSource : UCI |       |       |      |       |